# 重松鶴之助
重松 鶴之助（しげまつ つるのすけ、1903年 - 1938年11月30日）は、日本の画家で、左翼運動家。愛媛県松山市生まれ。

## 経歴
旧制松山中学校に入学。松山時代、雑誌『白樺』の影響を受けて芸術家志望の若者らと文芸や絵画の回覧雑誌『楽天』を発行。伊丹万作、伊藤大輔、中村草田男らと同志であった。また、後に映画監督となる山本薩夫の実兄でのちの建築家・山本勝巳もメンバーで、大学中退後の山本を伊藤に推薦し松竹に入れたのは重松であった。
松山中を中退して上京。岸田劉生に心酔、影響を受け、春陽会、国画会に入選。1926年、東京府美術館での同館開館記念「第1回聖徳太子奉賛美術展」に、代表作となる「閑々亭肖像」を招待出品するなど活躍した。
中学同級生でグループ共通の友人だった白川晴一の影響も受け、1931年日本共産党に入党。東京市委員会などで活動し、後に党関西地方委員会責任者となった。1933年秋、姫路連隊の出征兵士へ反戦ビラを配布し同年12月に逮捕。検挙、7年の刑を受け投獄されつつ、非転向を貫いた。
満期釈放される朝、堺市の大阪刑務所で自殺。「背後関係に就いては遂に一語をも吐かず、…階上の訊問室から石畳に身を投じて自ら命を絶ったと伝へられた」と伊藤は書いている。また、増山太助『戦後期左翼人士群像』（つげ書房新社、2000年）は｢何のために自殺したのか、その原因は未だに不明なままである」としている。

## 没後
- 1981年5月3日、NHK「日曜美術館」で山本薩夫出演で「私と重松鶴之助」が放映された[3]。
- 2003年10月11日～11月16日、久万美術館で、「開館15周年記念自主企画展 生誕100年 重松鶴之助-よもだの創造力- 伊丹万作 中村草田男 伊藤大輔 『楽天』の仲間たちとともに」が開催された[4]。
- 現在までに確認されている重松の油彩は「自画像」1922年、「立秋の河原」1923年、「閑々亭肖像」1926年、「父重松宗五郎の肖像」など12点。そのうち10点を愛媛県久万高原町町立久万美術館が所蔵している。[5]